# Cytisophyllum sessilifolium
Cytisophyllum es un género monotípico de plantas con flores perteneciente a la familia Fabaceae. Su única especie:  Cytisophyllum sessilifolium, es originaria del sudoeste de Europa en Italia, Francia y España.

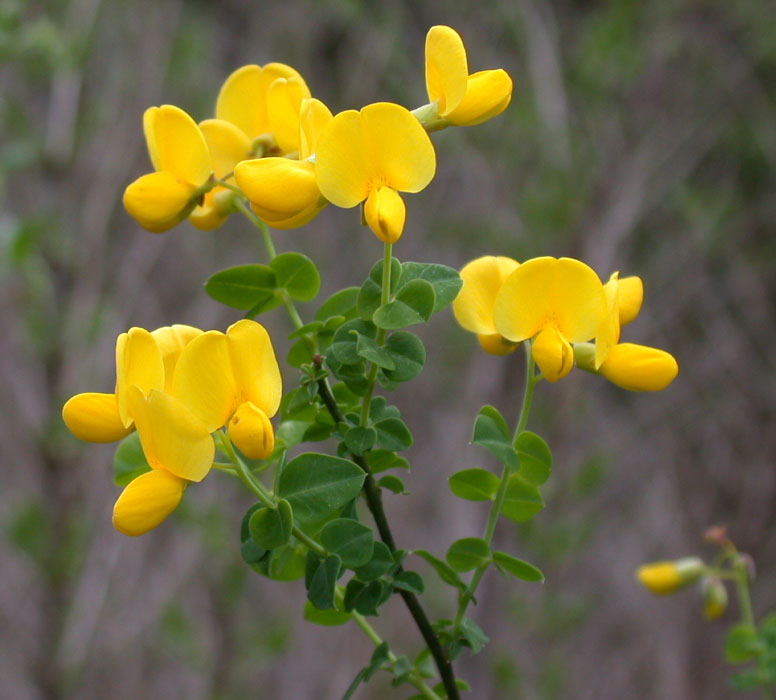
Flores

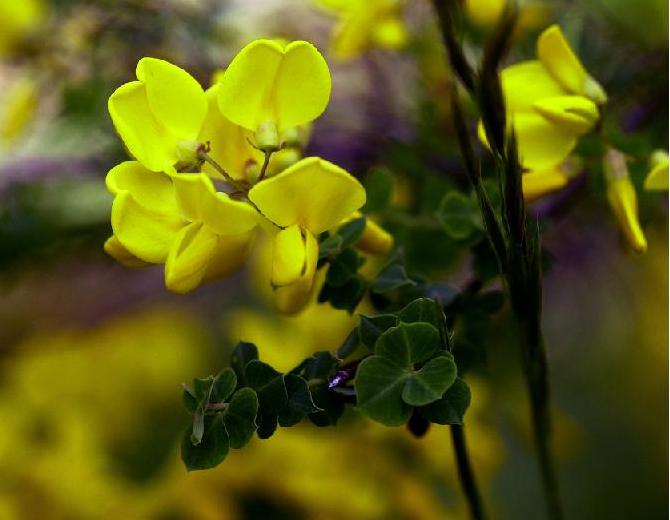
Flores

## Descripción
Es un arbusto caducifolio de hasta 2 m de altura. Las hojas son trifolioladas, las inferiores pecioladas y las de las ramas floríferas sésiles. La inflorescencia es un racimo terminal. Las flores llevan tres bracteolas caducas en su base. El cáliz es bilabiado y campanulado. La legumbre es oblonga y comprimida, de 2-4 cm de largo.

## Hábitos
Es una planta caducifolia. Sus hábitos son de nanofanerófito. Se encuentra en los claros de robledales secos, bojedales y roquedos sombríos, ordinariamente sobre substrato calizo.

## Taxonomía
Cytisophyllum sessilifolium fue descrito por (Linneo) O.Lang  y publicado en Flora 770. 1843.
Etimología
Cytisophyllum: nombre genérico compuesto por el género Cytisus y el sufijo del griego: phýllon  = "hoja, pétalo". Por las bractéolas foliáceas que rodean la parte inferior del cáliz.
sessilifolium; epíteto latino que significa "con hojas sésiles, sin peciolo".
Sinonimia
- Cytisus sessilifolius L. basónimo
- Cytisus glaber Bubani, Fl. Pyren. 2: 463 (1899), nom. illeg.
- Spartothamnus sessilifolius (L.) C.Presl in Abh. Königl. Böhm. Ges. Wiss. ser. 5 3: 568 (1845)
- Phyllocytisus sessilifolius (L.) Fourr. in Ann. Soc. Linn. Lyon ser. 2 16: 358 (1868)
- Spartocytisus sessilifolius (L.) Webb in Webb & Berthel., Phytogr. Can. 2: 45 (1842)
- Cytisus sessilifolius L., Sp. Pl. 739 (1753)
- Genista tabernamontani Scheele in Flora 26: 438 (1843)
- Cytisus lobelii Tausch in Flora 21: 739 (1838)
- Cytisus sessilibus Mill., Gard. Dict. ed. 8 Cytisus n.º 4 (1768)[6]

## Nombres comunes
- Castellano:  aliagueta fina, rubiana redonda.[7]

## Galería

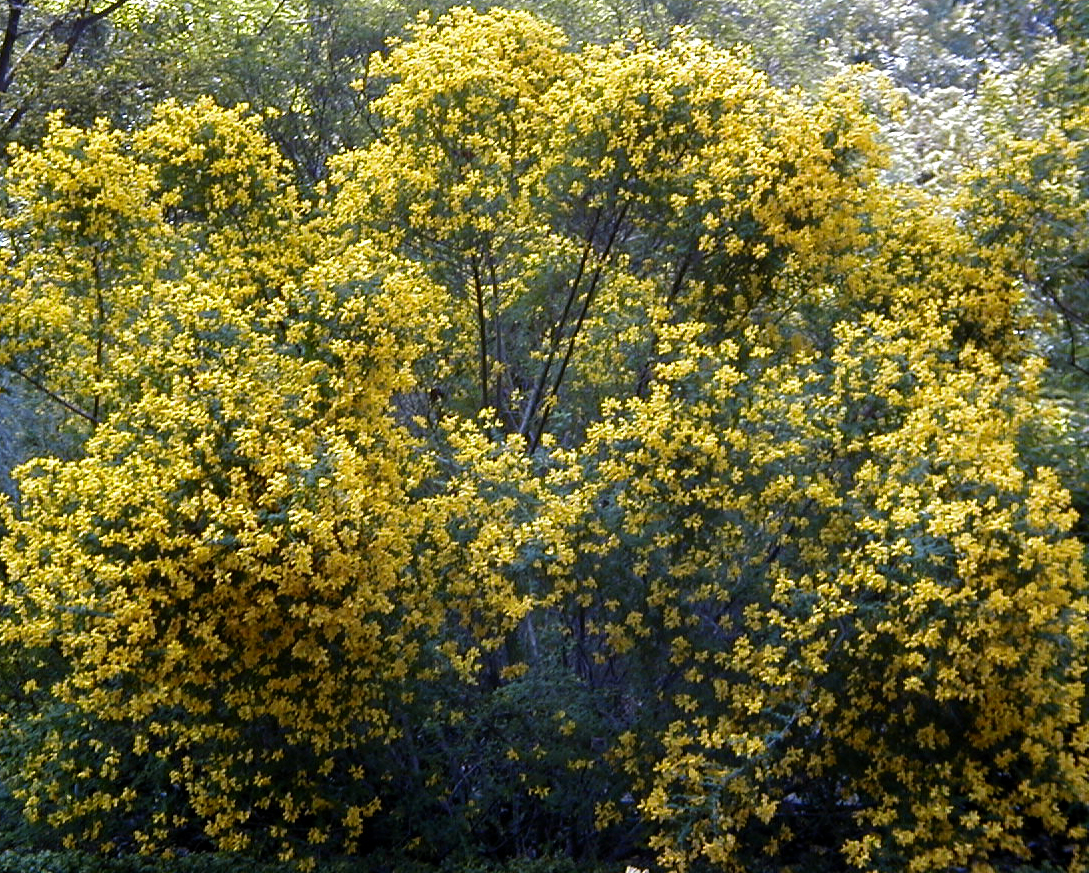
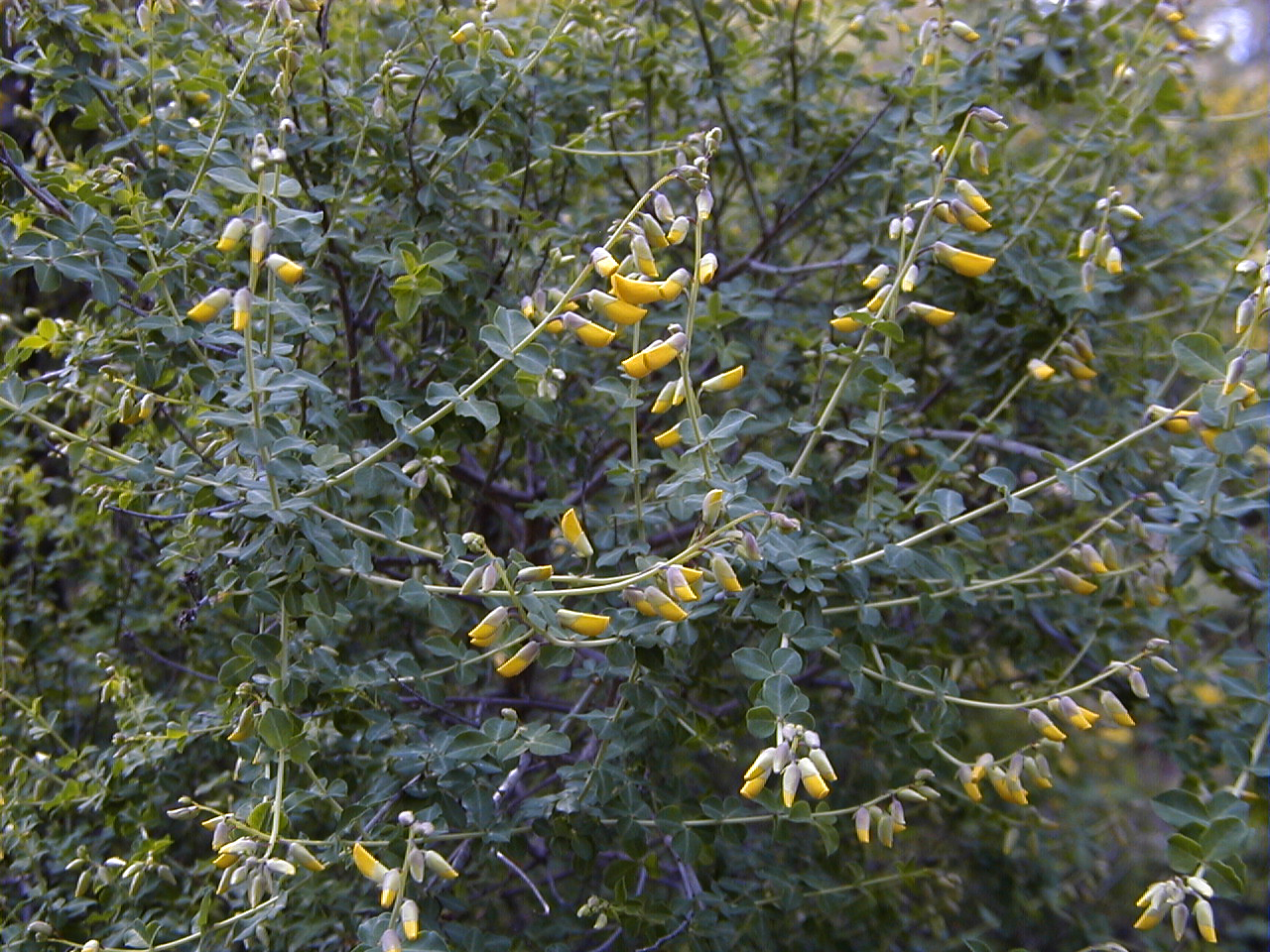
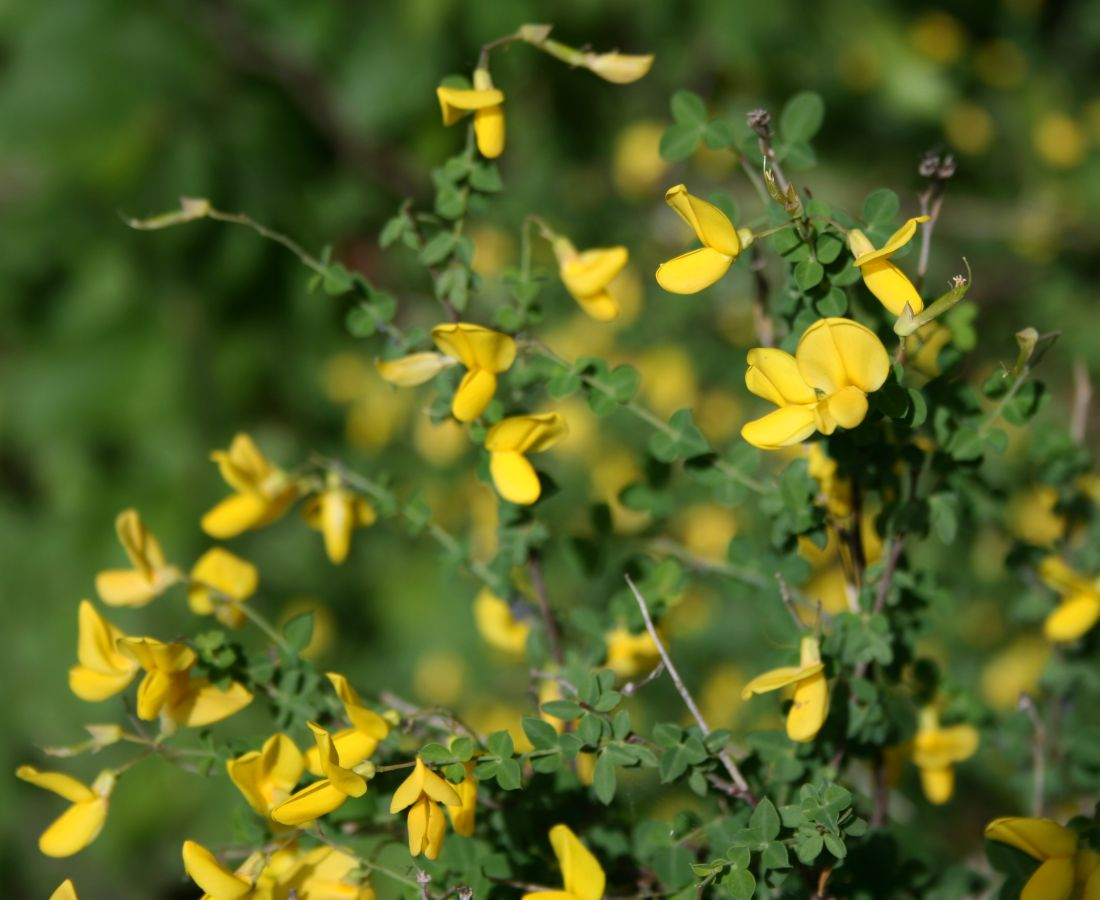